# Polyrhachis khepra
Polyrhachis khepra är en myrart som beskrevs av Bolton 1973. Polyrhachis khepra ingår i släktet Polyrhachis och familjen myror. Inga underarter finns listade i Catalogue of Life.